# Ludia tanganyikae
Ludia tanganyikae är en fjärilsart som beskrevs av Embrik Strand 1911. Ludia tanganyikae ingår i släktet Ludia och familjen påfågelsspinnare. Inga underarter finns listade i Catalogue of Life.